# مستوطن
المستوطن هو الشخص الذي هاجر إلى منطقة، وأقام الإقامة الدائمة هناك لاستعمار المنطقة. والإستيطان، بالتعريف، يشير إلى ممارسة حضرية بالإستقرار، على عكس البداوة التي يتحرك افرادها ويبدلون مواقع نزولهم دون وجود واضح لمفهوم الملكية الفردية للأرض.

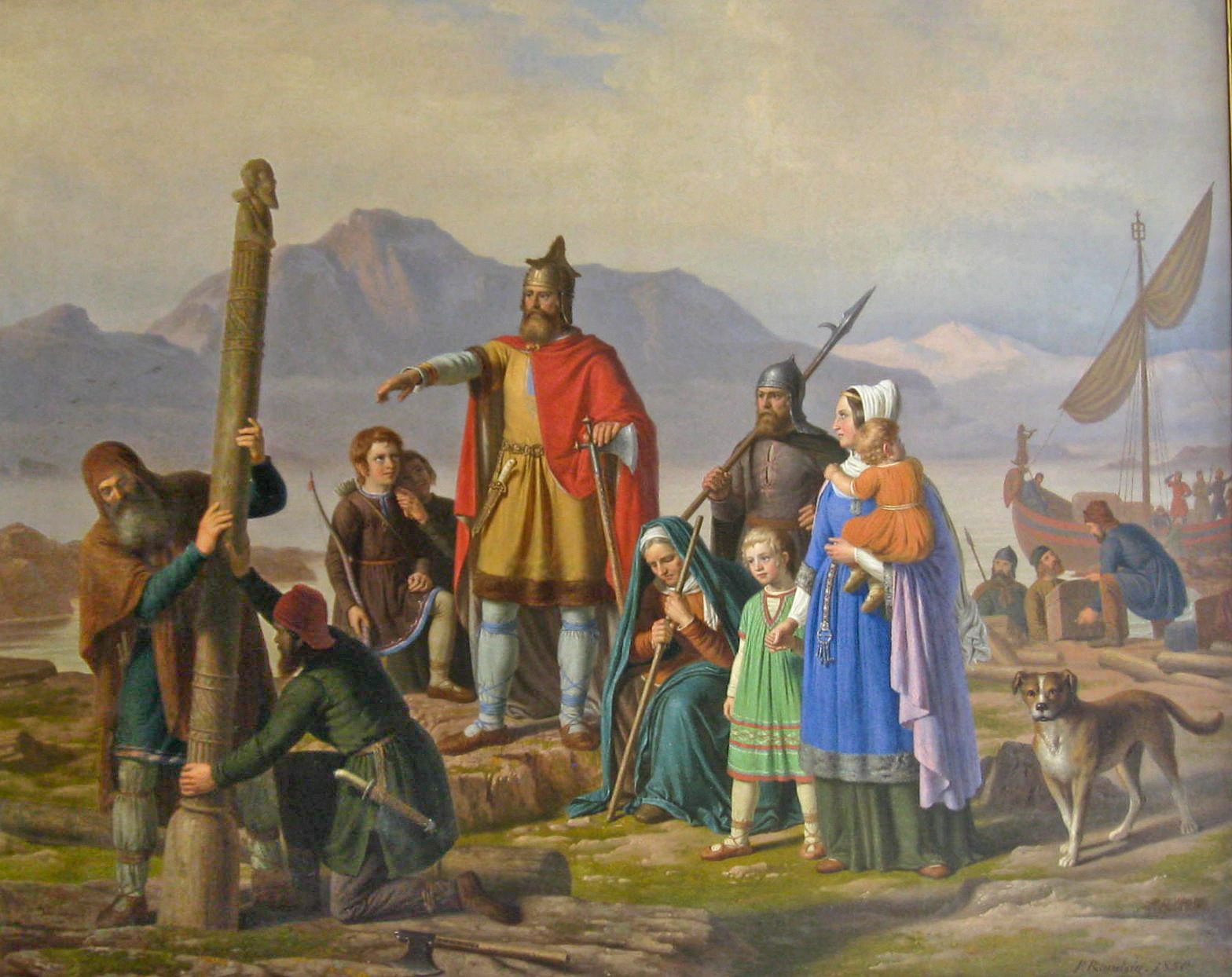
مستوطنون في العصور الوسطى يصلون إلى أيسلندا